# جرارد گوردو
جرارد گوردو (انگلیسی: Gerard Gordeau؛ زادهٔ ۱۹۵۵) کشتی‌گیر کشتی حرفه‌ای، ورزشکار هنرهای رزمی ترکیبی و کاراته‌کا اهل پادشاهی هلند است.